# کریستین ویلاگرا
کریستین ویلاگرا (انگلیسی: Cristian Villagra؛ زادهٔ ۲۷ دسامبر ۱۹۸۵) بازیکن فوتبال اهل آرژانتین است.
از باشگاه‌هایی که در آن بازی کرده‌است می‌توان به باشگاه فوتبال ریور پلاته، باشگاه فوتبال متالیست خارکوف، و باشگاه فوتبال روساریو سنترال اشاره کرد.
وی همچنین در تیم ملی فوتبال آرژانتین بازی کرده‌است.